# 강해설교
강해설교(講解說敎, expository preaching)는 경전의 특정 문구나 구절의 의미를 상세히 설명하는 설교의 한 형태이다. 성경이 말하는 바와 의미를 설명한다. 주석은 기술적이고 문법적인 강해이며 원문의 구절의 정확한 의미를 주의하여 끄집어내는 것을 말한다. 강해라는 용어가 어떠한 주제이든 정보를 구설로 제공하는 가르침과 결부되어 사용할 수 있으나 이 용어는 성경적 설교와 가르침과 관련하여 사용되기도 한다. 기도 중 토라의 구절을 설명하는 Dvar Torah를 제공하는 랍비의 유대교 전통에서 비롯되었다.

## 강해설교 장려 운동

### 오스트레일리아
- 호주장로교회

### 미국
- 마스터스 대학교와 존 맥아더
- 남 침례교 신학교
- 달라스 신학교와 해돈 로빈슨
- 고백적 복음주의 연맹과 캠브리지 선언
- R. 켄트 휴그스

## 참고 자료
- Bible quotations are from The Holy Bible, English Standard Version, published by HarperCollins Publishers (c) 2001 by Crossway Bibles, a division of Good News Publishers. Used by permission. All rights reserved.